# Landsat 7
Landsat 7 je sedmý vypuštěný satelit Země z programu Landsat agentury NASA v roce 1999, byl určen obdobně jako předchozí Landsaty k podrobnému snímkování naší planety.

## Základní data
Družice byla vypuštěna 15. dubna 1999 s pomocí nosné rakety Delta II na kosmodromu Vandenberg Air Force Base. Byla katalogizována v COSPAR pod označením 1999-020A. Postavila ji firma Lockheed Martin Missiles & Space. Létá po téměř kruhové dráze ve výši zprvu 672, nyní zhruba 704 km nad Zemí. Na Zem dodává velmi kvalitní snímky, které jsou distribuovány i přes Internet.
Data v programu Landsat zajišťovala družice Landsat 5, která svým patnáctiletým působením mnohonásobně přesáhla plánovanou životnost. Obě družice pracují současně a přes dané území budou přelétávat s odstupem 8 dní. Pozemní segment Landsatu 7 má hlavní pozemní stanici pro příjem dat z ETM+ v Eros Data Center a sekundární stanice ve Fairbanks na Aljašce a ve Svalbard v Norsku
Landsat 7 pořizuje data z 8 spektrálních pásem s prostorovým rozlišením od 15 do 60 metrů.

## Vybavení
Družice Landsat byla vybavena mj. panelem slunečních baterií, radiometrem ETM, stereoskopickou kamerou HRMSI. Její hmotnost při startu byla 2200 kg, nyní na oběžné dráze je 1969 kg.